# Juan Sebastián Quintero
Juan Sebastián Quintero Fletcher (Cali, 23 marzo 1995) è un calciatore colombiano, difensore del Vila Nova.

## Caratteristiche tecniche
È un difensore centrale.

## Carriera

### Club
Ccresciuto nelle giovanili del Deportivo Cali, ha esordito in prima squadra l'8 dicembre 2013 in un match perso 3-2 contro il Deportivo Pasto.
Nel 2017 è stato acquistato dallo Sporting Gijón.

### Nazionale
Ha giocato nelle nazionali giovanili colombiane Under-20 ed Under-21, partecipando anche ai Mondiali Under-20 del 2015.

## Statistiche

### Presenze e reti nei club
Statistiche aggiornate al 16 gennaio 2018.
| Stagione              | Squadra               | Campionato            | Campionato | Campionato | Coppe nazionali | Coppe nazionali | Coppe nazionali | Coppe continentali | Coppe continentali | Coppe continentali | Altre coppe | Altre coppe | Altre coppe | Totale | Totale | Totale |
| Stagione              | Squadra               | Comp                  | Pres       | Reti       | Comp            | Pres            | Reti            | Comp               | Pres               | Reti               | Comp        | Pres        | Reti        | Pres   | Reti   |        |
| --------------------- | --------------------- | --------------------- | ---------- | ---------- | --------------- | --------------- | --------------- | ------------------ | ------------------ | ------------------ | ----------- | ----------- | ----------- | ------ | ------ | ------ |
| 2013                  | Deportivo Cali        | A                     | 1          | 0          | CC              | 0               | 0               |                    | -                  | -                  |             | -           | -           | 1      | 0      |        |
| 2014                  | Deportivo Cali        | A                     | 3          | 0          | CC              | 1               | 0               | CS                 | 0                  | 0                  | SL          | 2           | 0           | 6      | 0      |        |
| 2015                  | Deportivo Cali        | A                     | 11         | 0          | CC              | 5               | 0               |                    | -                  | -                  |             | -           | -           | 16     | 0      |        |
| 2016                  | Deportivo Cali        | A                     | 21         | 0          | CC              | 3               | 0               | CL                 | 0                  | 0                  |             | -           | -           | 24     | 0      |        |
| 2017                  | Deportivo Cali        | A                     | 18         | 0          | CC              | 4               | 0               | CS                 | 3                  | 0                  |             | -           | -           | 25     | 0      |        |
| Totale Deportivo Cali | Totale Deportivo Cali | Totale Deportivo Cali | 54         | 0          |                 | 13              | 0               |                    | 3                  | 0                  |             | 2           | 0           | 72     | 0      |        |
| 2017-2018             | Sporting Gijón        | SD                    | 5          | 0          | CR              | 1               | 0               |                    | -                  | -                  |             | -           | -           | 6      | 0      |        |
| Totale Carriera       | Totale Carriera       | Totale Carriera       | 59         | 0          |                 | 14              | 0               |                    | 3                  | 0                  |             | 2           | 0           | 78     | 0      |        |

## Palmarès
- Campionato colombiano: 1

Deportivo Cali: 2015 (A)
- Súper Liga: 1

Deportivo Cali: 2014